# Dichlorodifluorométhane
Le dichlorodifluorométhane CCl2F2, aussi vendu sous l'appellation Freon-12 ou R12 selon la liste des gaz fluorés et frigorigènes, est un chlorofluorocarbure (CFC) utilisé comme propulseur dans les aérosols jusqu'à ce que sa fabrication ait été interdite en 1996 dans les pays développés et en 2010 dans les pays en développement. Le potentiel de déplétion ozonique de CFC-12 est 0,82, ce qui est relativement élevé. Cependant, en 2005, on le trouve encore avec le trichlorofluorométhane en aérosols.

## Applications industrielles
Principales applications du dichlorodifluorométhane avant son interdiction d'emploi :
- ancien fluide frigorigène pour :
  - les installations frigorifiques (industrielles, commerciales et domestiques),
  - les systèmes de climatisation,
  - les climatisations de véhicules automobiles ;
- ancien propulseur pour aérosols en droguerie, cosmétologie et thérapeutique (souvent en association avec le trichlorofluorométhane) ;
- agent gonflant pour les mousses de polymères.

Il est désormais remplacé par le R134a (Protocole de Montréal : accord international pour la protection de la couche d'ozone stratosphérique).
Le dichlorodifluorométhane est toujours inscrit dans la liste officielle des additifs alimentaires du codex Alimentarius, sous l'appellation « E940 ».

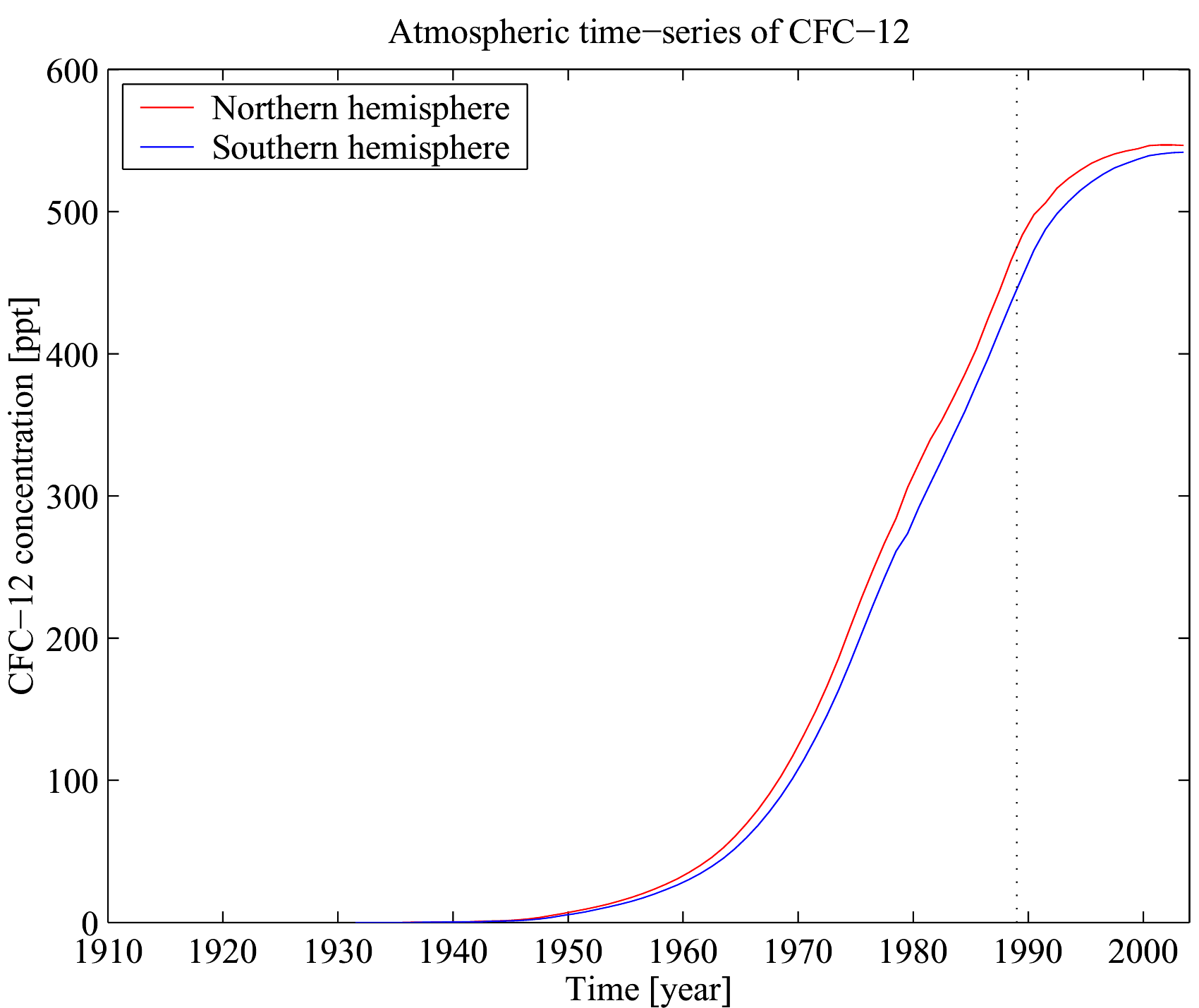
Évolution de la concentration atmosphérique en CFC-12.
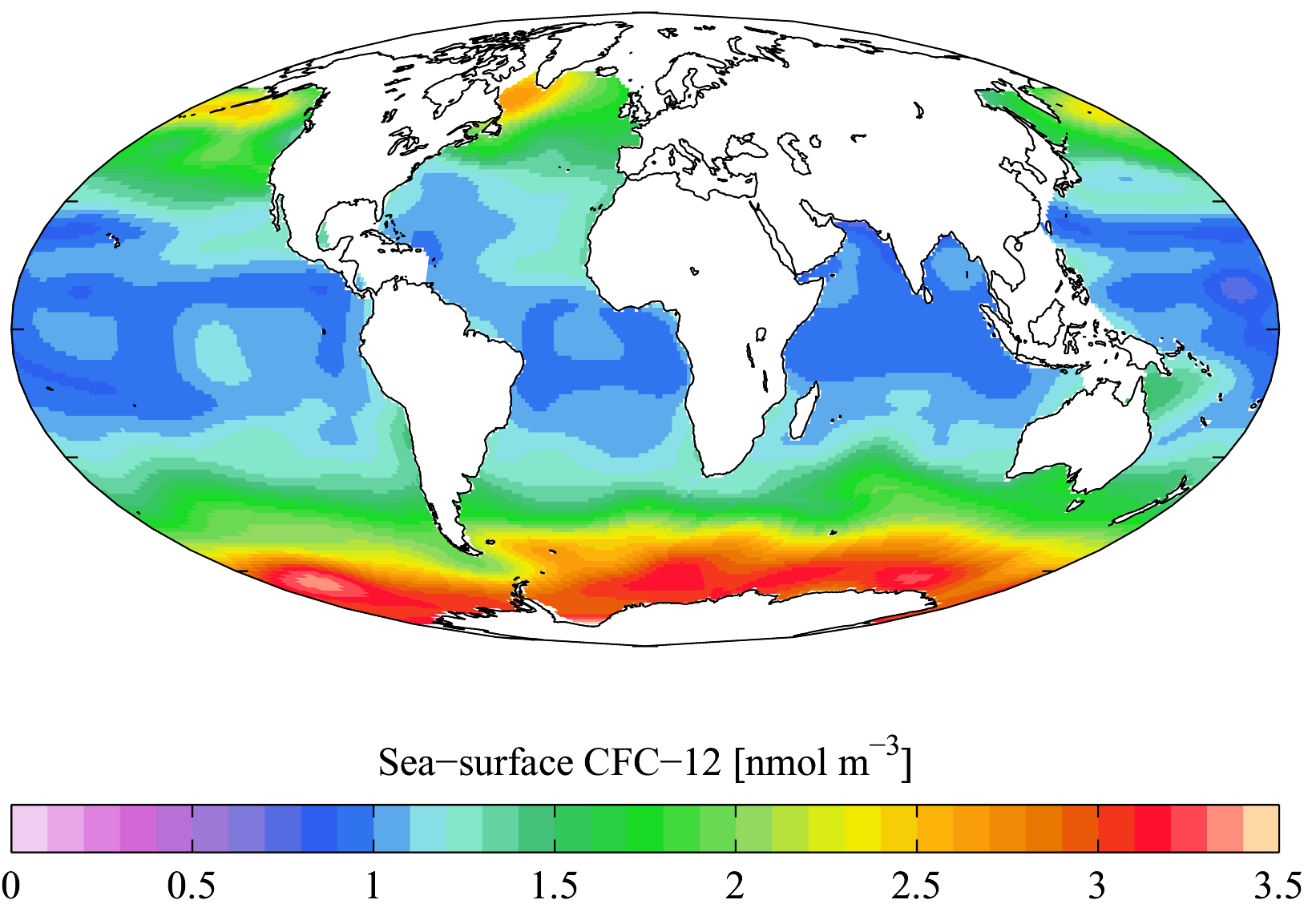
Concentration en CFC-12 à la surface océanique dans les années 1990.
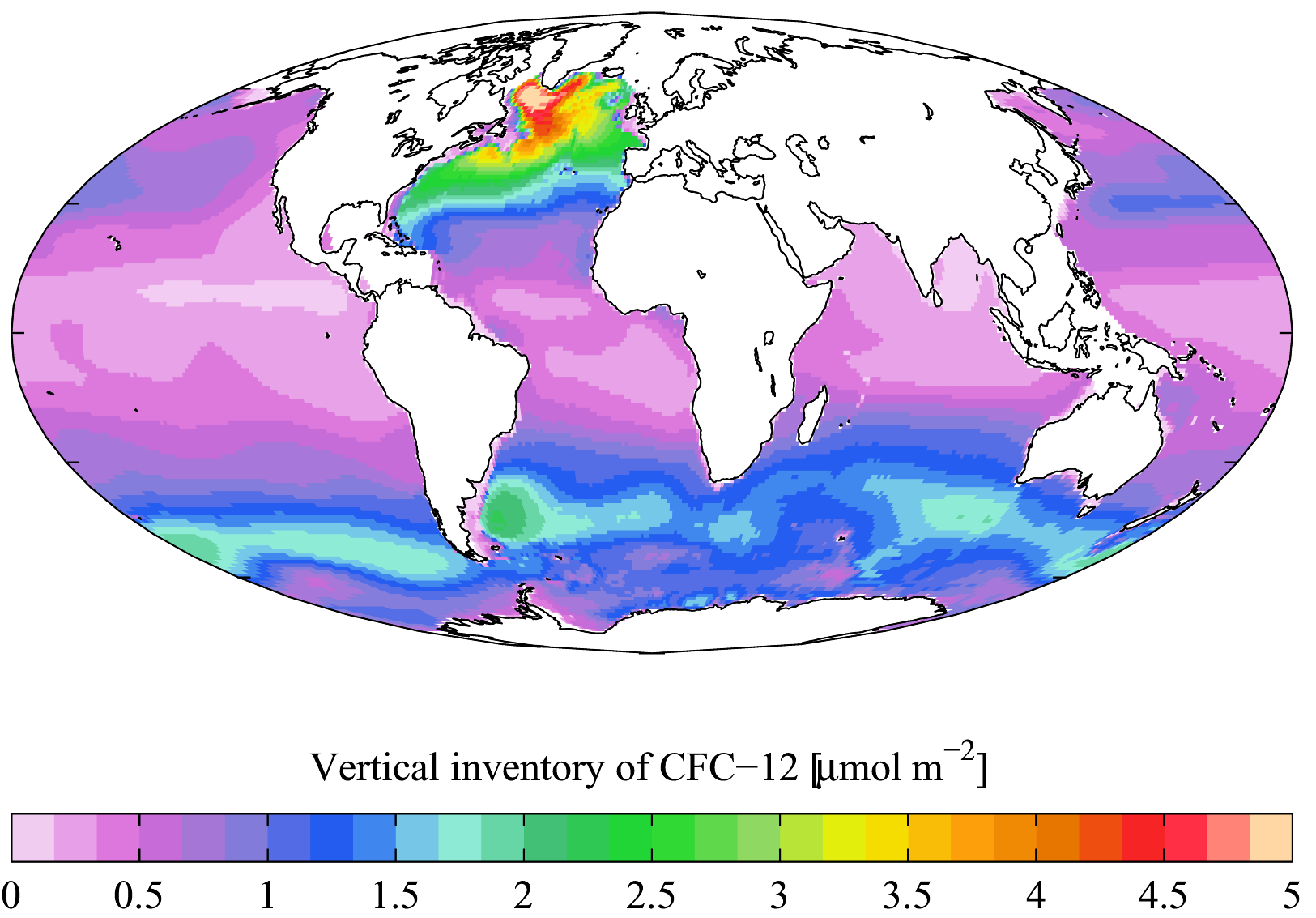
Concentration océanique en CFC-12 dans les années 1990.
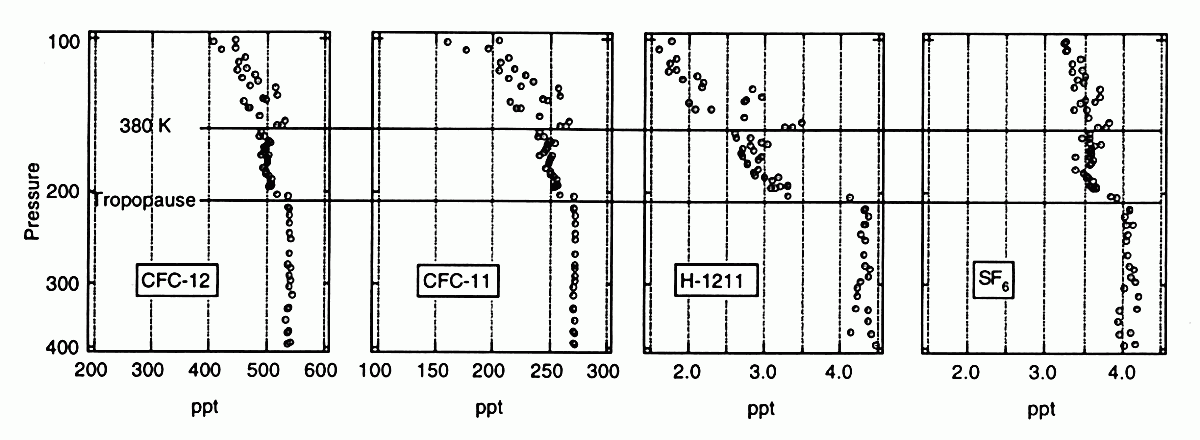
Répartition verticale de différents composants.

## Propriétés

### Phase liquide
- Équivalent gaz/liquide (1,013 bar et 15 °C) : 292 vol/vol.

### Phase gazeuse
- Masse volumique (1,013 bar au point d'ébullition) : 6,25 kg m−3.
- Masse volumique (1,013 bar et 15 °C) : 5,11 kg m−3.
- Facteur de compressibilité (Z) (1,013 bar et 15 °C) : 0,995.
- Densité (air = 1) (1,013 bar et 21 °C) : 4,2.
- Volume spécifique (1,013 bar et 21 °C) : 0,195 m3/kg.
- Chaleur spécifique à pression constante (Cp) (1,013 bar et 30 °C) : 0,074 kJ mol−1 K−1.
- Chaleur spécifique à volume constant (Cv) (1,013 bar et 30 °C) : 0,065 kJ mol−1 K−1.
- Rapport des chaleurs spécifiques (γ : Cp/Cv) (1,013 bar et 30 °C) : 1,14.
- Viscosité (1,013 bar et 0 °C) : 0,011 68 cP.
- Conductivité thermique (1,013 bar et 0 °C) : 9,46 mW m−1 K−1.

### Autres données
- ODP (ozone depletion potential) : 0,82.
- GWP (global warming potential) à cent ans : 10 900.